# قمة الجنوب (جبل إفرست)
القمة الجنوبية لجبل إفرست في جبال الهيمالايا هي قمة فرعية للقمة الأولية لجبل إفرست. على الرغم من ارتفاع قمة الجنوب فوق مستوى سطح البحر 8,749 متر (28,704 قدم) أعلى من ثاني أعلى جبل على الأرض، جبل كي 2 (الذي يبلغ قمته 8,611 متر (28,251 قدم) فوق مستوى سطح البحر)، إلا أنه لا يعتبر جبلًا منفصلاً حيث يبلغ ارتفاعه 11 مترًا فقط. يبلغ ارتفاع القمة الأساسية لجبل إفرست 8849 مترًا (29.032 قدمًا) فوق مستوى سطح البحر.

## ملخص
القمة هي قمة قبة من الثلج والجليد، وهي متصلة بقمة جبل إفرست بواسطة كورنيش ترافيرس وهيلاري ستيب، على بعد 130 متر (430 قدم) من أعلى قمة. تشارلز إيفانز وتوم بورديلون هما أول من صعد إلى القمة، وذلك خلال الرحلة الاستكشافية البريطانية لجبل إفرست في 26 مايو 1953.   وصلا في الساعة 1 ظهرًا، بعد فوات الأوان لمواصلة التسلق للقمة الأولية، بسبب مشاكل مع مجموعة أكسجين إيفانز. بعد ثلاثة أيام، في 29 مايو، مرّ إدموند هيلاري وتيسينغ نورغاي فوق القمة الجنوبية للوصول إلى القمة الرئيسية.

## تاريخ
عند الوصول إلى الممر الجنوبي ‏ في عام 1953، صُدم قائد البعثة جون هانت بالمشهد، فكتب "فوقنا ارتفعت القمة الجنوبية لإفرست ... كنا مستعدين لأي مشهد حاد جدًا، جميل جدًا مثل هذا. بدا لي أن قمة جديدة غير متوقعة لمكانة جبال الألب كانت فوق الممر الجنوبي". 
اكتشف عالم جيولوجي مع بعثة استكشافية هندية في إفرست عام 1965 رواسبًا من أحافير الصدف في الحجر الجيري على ارتفاع 100 قدم فوق القمة الجنوبية. وضعت هذه الرحلة تسعة متسلقين على القمة الرئيسية. 
وصف رينولد ميسنر قمة الجنوب بأنها "علامة فارقة بالنسبة لي" في وصف صعوده الأول لجبل إفرست بدون أكسجين إضافي في عام 1978. 
خلال كارثة جبل إفرست عام 1996، مات مرشد الجبال روب هال وثلاثة أشخاص آخرين في قمة الجنوب أثناء نزولهم من القمة الرئيسية في عاصفة ثلجية غير متوقعة. نجا هال، وأجرى اتصالًا لاسلكيًا في اليوم التالي، لكنه تجمد حتى الموت في وقت لاحق من ذلك اليوم، 11 مايو 1996. جسده لا يزال على قمة الجنوب.  
تعد القمة الجنوبية مكانًا شهيرًا للمتسلقين للتوقف لأسباب مختلفة، والرجوع إذا لزم الأمر.  من هذا الموقع، يمكن رؤية طريق الكورنيش، و(Hillary Step)، والقمة في طقس صافٍ وبالنسبة للمتسلقين المعاصرين الذين يستخدمون الأكسجين المعبأ في زجاجات، فهي مكان مفضل لتغيير زجاجات الأكسجين. 

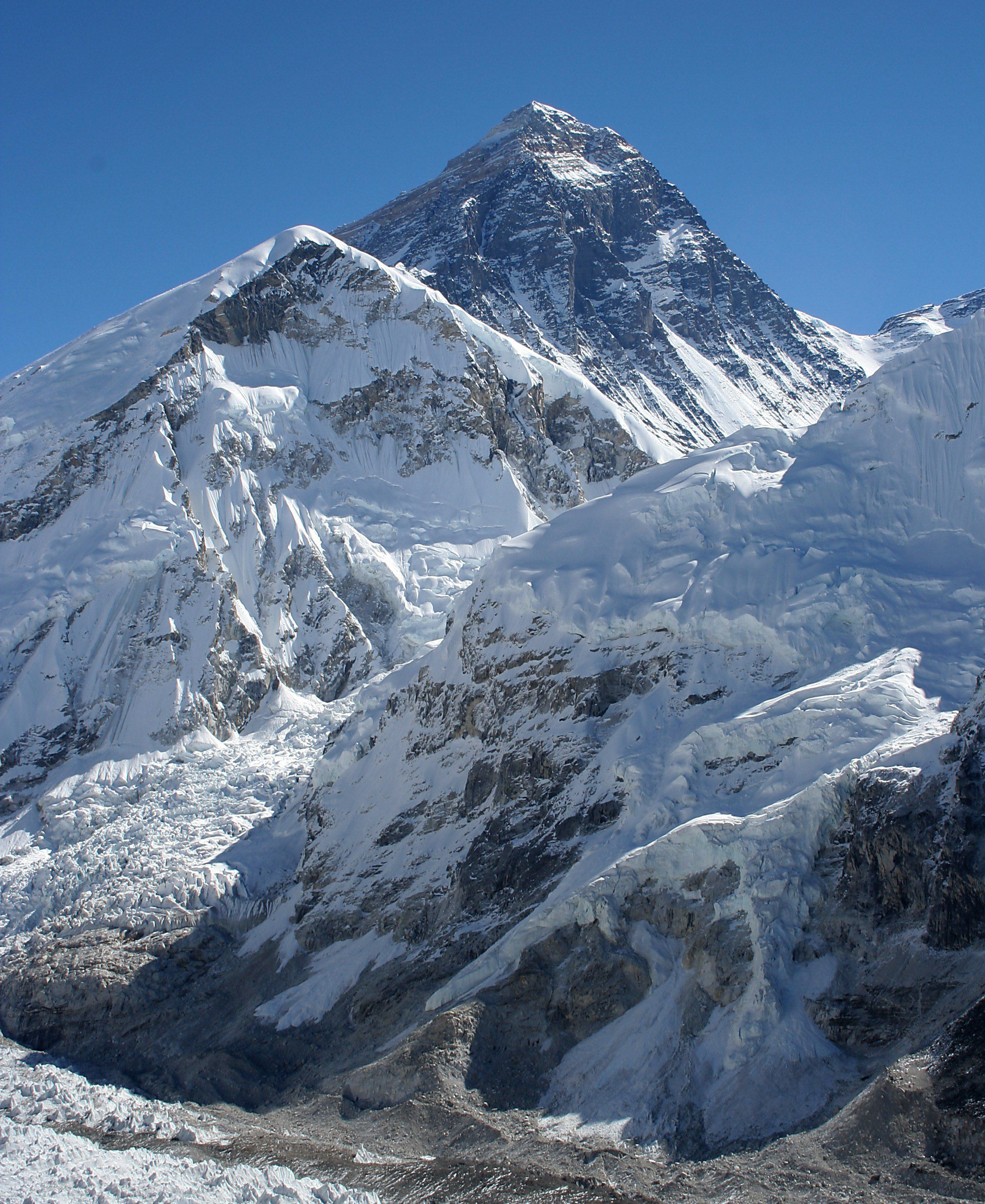
القمة الجنوبية مرئية على الحافة إلى يمين أعلى نقطة. الممر الجنوبي هو أدنى نقطة في نفس التلال.
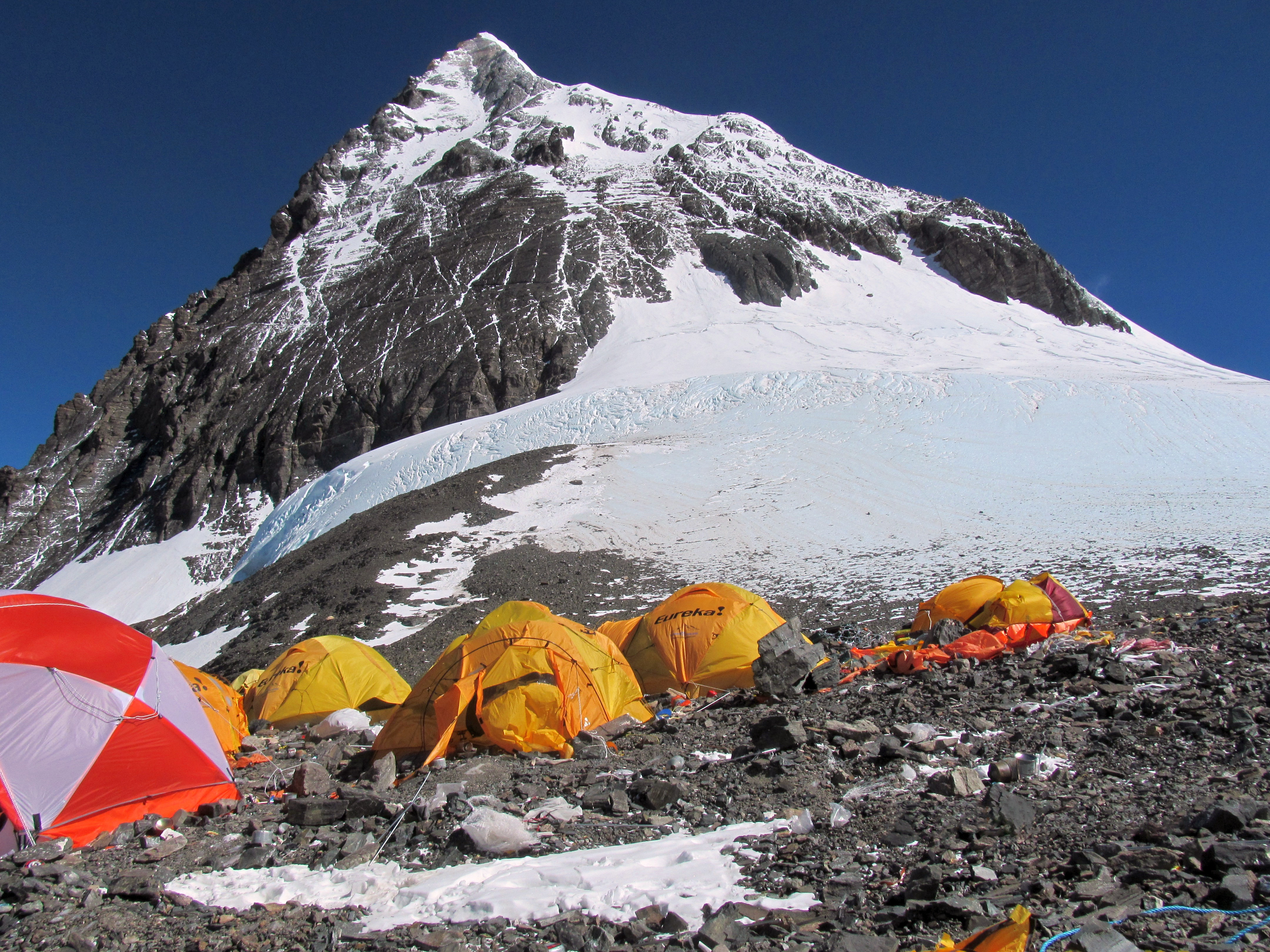
في هذا المنظر من الممر الجنوبي، تكون قمة الجنوب هي النقطة المرتفعة.